# Francien van Tuinen
Francien van Tuinen (Oosterwolde (Friesland) - 29 maart 1971) is een Nederlandse jazzzangeres.

## Carrière
In 1997 won Van Tuinen het Nederlandse Jazzvocalisten Concours. Een jaar later studeerde ze af aan het conservatorium van Groningen, waarna ze optrad en platen opnam met vele jazzformaties, waaronder haar eigen kwintet en verschillende bigbands en Symfonieorkest.
Tegenwoordig treedt Van Tuinen voornamelijk op met haar nieuwe band Tripod, bestaande uit Jasper Blom, Jeroen Vierdag en Joost Patocka.

## Discografie
- 1998: Tuindance (VIA Records)
- 2002: Despina's Eye (Culture Records Benelux)
- 2003: A Perfect Blue Day
- 2005: Muzyka (BMCD)
- 2009: Daytrippers (Red Sauce Records)

- International Standard Name Identifier: 0000 0000 5659 7804
- Library of Congress Control Number: n2009014864
- MusicBrainz: 04e73054-cf0e-4299-b97e-dee1d98b2516
- Nederlandse Thesaurus van Auteursnamen: 262414392
- Virtual International Authority File: 83477801
- WorldCat: E39PBJgt4WjMXVBYXvDTJYh4MP